# Slovaci în Cehoslovacia (1918-1938)
Întrucât cehii au dorit să creeze o națiune cehoslovacă, slovacii au căutat o republică federală în 1918.Noua Republica Cehoslovacă a avut aparatul administrativ ceh. În ecranul slovac, dominația cehă a trebuit pur și simplu înlocuită cu limba maghiară, deoarece cehii, care au fost în imposibilitatea de a găsi poziții în Boemia sau Moravia a preluat posturi administrative locale și educaționale în Slovacia. Similitudinea lingvistică și proximitatea geografică s-a dovedit a fi o bază inadecvată pentru un stat-națiune. O minoritate  din slovaci (educați și cu mai influentă în guvern) a fost, în general, simpatic dar clerul catolic slovac, a burgheziei rurale, și țărănimea vrut autonomie.Republica Slovacă în timpul celui de al doilea război mondial  a fost, printre altele, punctul culminant al nemulțumirii slovace cu hegemonia cehă în treburile țării .

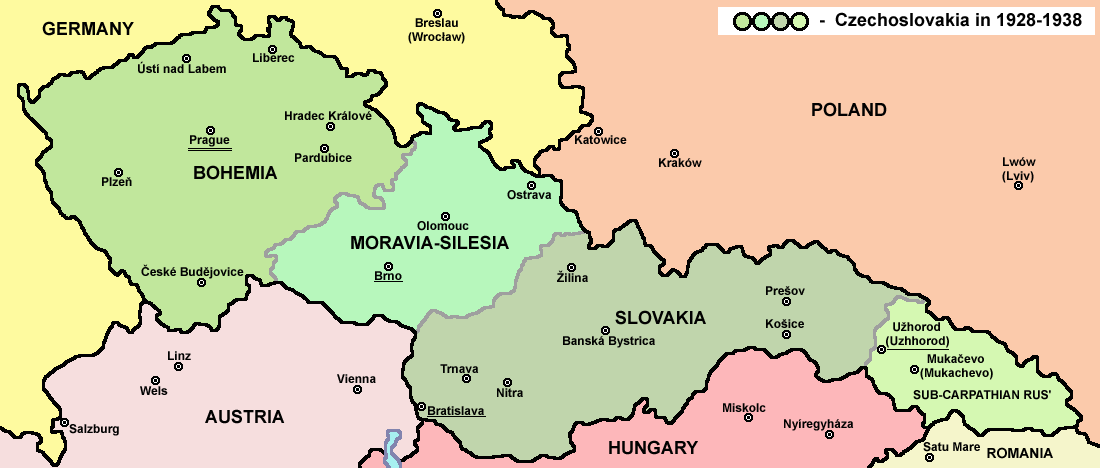
Cehoslovacia în 1928

Autonomia politică a fost o problemă deosebit de gravă pentru slovaci. În 1918 Tomáš Masaryk au semnat un acord cu slovacii americanii de la Pittsburgh, promițand autonomie slovacă.Hlasists așa-numita, centrat in jurul Hlas revista ("voce" în limba engleză), a continuat să favorizeze elaborarea cehilor cu slovacii. Deși Hlasiștii nu au format un partid politic separat, au dominat politica slovacă, în fazele incipiente ale republicii. Sprijin Hlasist "a politicii de centralizare la Praga a fost dur contestată de către Partidul Popular Slovac. Partidul a fost condus de preotul catolic Andrej Hlinka. Hlinka susținut pentru autonomie slovacă, atât în Adunarea Națională cât și la Conferința de pace de la Paris. El a făcut autonomia slovacă piatra de temelie a politicii sale până la moartea sa, în august 1938.